# استینوکرزیل
استینوکرزیل (به لاتین: Steenokkerzeel) یک منطقهٔ مسکونی در بلژیک است که در برابانت فلاندر واقع شده‌است.